# Nemîrînți, Rujîn
Nemîrînți (în ucraineană Немиринці) este localitatea de reședință a comunei Nemîrînți din raionul Rujîn, regiunea Jîtomîr, Ucraina.

## Demografie
Componența lingvistică a localității Nemîrînți
     Ucraineană (99,22%)
     Alte limbi (0,78%)
Conform recensământului din 2001, majoritatea populației localității Nemîrînți era vorbitoare de ucraineană (99,22%), existând în minoritate și vorbitori de alte limbi.